# Inam Karimov
Inam Kerimov (en azerí: İnam İmdad oğlu Kərimov) es un político  azerbaiyano, presidente del Tribunal Supremo de Azerbaiyán, exministro de agricultura de la República de Azerbaiyán.

## Biografía
Inam Kerimov nació el 6 de junio de 1977 en Bakú. Entre los años 1984 y 1994 estudió en el gimnasio humanitario en Bakú. En 1994-1995 continuó sus estudios en la Escuela Superior de Richmond, Indiana, EE.UU. Después en 1995 empezó a estudiar en la facultad de derecho internacional de la Universidad Estatal de Bakú. Entre el 98 y el 2000  se licenció en derecho por la Universidad Estrasburgo y entre el 2000 y el 2002 estudió un mastér en derecho por la Universidad Sorbona de Francia. 

### Carrera
Entre el 2002 y el 2004 trabajó como consultor. Entre el 2004 y el 2012 fue el principal consultor en la Administración del Presidente de la República de Azerbaiyán. 
Entre el 2005 y el 2012 fue  Secretario en la Comisión de la República de Azerbaiyán en lucha contra la corrupción. 
Por el orden del Presidente de la República de Azerbaiyán, el 21 de abril de 2018 fue nombrado el ministro de Agricultura de la República de Azerbaiyán.
Por el orden del Presidente de la República de Azerbaiyán, el 4 de abril de 2023 fue nombrado presidente del Tribunal Supremo de la República de Azerbaiyán.